# Pascal Maimon
Pas d'image ? Cliquez ici
Pascal Maimon est un copilote français de rallye automobile et de rallye-raid né le 17 mars 1960. Il est vainqueur en catégorie auto du Rallye Dakar 2002 en tant que copilote de Hiroshi Masuoka.

## Biographie
Pascal Maimon est d'origine pied-noir.
Le navigateur des Hauts-de-Seine participe au rallye Paris-Le Cap 1992 en tant que copilote de Bruno Saby, ensuite il a participé à l'élaboration de la Peugeot 205 Turbo 16 avec Jean Todt et à l'organisation du « Dakar » pendant trois années. Il a repris le pilotage qu'en 2001 pour ne participer que durant une saison, principalement qu'au rallye Dakar.
En 2001, le couple sportif qui forme avec son pilote Hiroshi Masuoka ont sept minutes d'avance sur Jean-Louis Schlesser avant la dernière étape, le pilote au buggy bleu leur coupe la priorité au départ les mettant en difficulté de conduite, il sera sanctionné d'une heure de pénalité et finira troisième. Mais Pascal Maimon et son pilote japonais finiront deuxième 2 minutes 39 secondes derrière le duo allemand Jutta Kleinschmidt-Andreas Schulz (leurs coéquipier(e)s Mitsubishi).

## Palmarès

### Résultats au Paris-Dakar
| Année | Catégorie                                         | Constructeur                                      | Position                                          | Victoires d'étape                                 | Pilote                                            |
| ----- | ------------------------------------------------- | ------------------------------------------------- | ------------------------------------------------- | ------------------------------------------------- | ------------------------------------------------- |
| 1987  | Camion                                            | Mercedes                                          | 22e                                               | -                                                 | Jacques Houssat                                   |
| 1988  | Auto                                              | Peugeot P4                                        | 28e                                               | -                                                 | Gérard Boin                                       |
| 1989  | Auto                                              | Peugeot P4                                        | 16e                                               | -                                                 | Jacques Houssat                                   |
| 1992  | Auto                                              | Mitsubishi                                        | 27e                                               | 1                                                 | Bruno Saby                                        |
| 2001  | Auto                                              | Mitsubishi                                        | 2e                                                | 5                                                 | Hiroshi Masuoka                                   |
| 2002  | Auto                                              | Mitsubishi                                        | 1er                                               | 5                                                 | Hiroshi Masuoka                                   |
| 2003  | Auto                                              | Nissan                                            | 5e                                                | -                                                 | Hiroshi Masuoka                                   |
| 2004  | Auto                                              | Nissan                                            | Abd.                                              | -                                                 | Yves Loubet                                       |
| 2005  | Auto                                              | Mitsubishi                                        | Abd.                                              | -                                                 | Hiroshi Masuoka                                   |
| 2006  | Auto                                              | Mitsubishi                                        | Abd.                                              | -                                                 | Hiroshi Masuoka                                   |
| 2007  | Auto                                              | Mitsubishi                                        | 5e                                                | -                                                 | Hiroshi Masuoka                                   |
| 2008  | Épreuve remplacée par le rallye d'Europe centrale | Épreuve remplacée par le rallye d'Europe centrale | Épreuve remplacée par le rallye d'Europe centrale | Épreuve remplacée par le rallye d'Europe centrale | Épreuve remplacée par le rallye d'Europe centrale |
| 2009  | Auto                                              | Mitsubishi                                        | Abd.                                              | -                                                 | Hiroshi Masuoka                                   |
| 2010  | Auto                                              | Mitsubishi                                        | 9e                                                | -                                                 | Orlando Terranova                                 |
| 2012  | Auto                                              | Great Wall HAVAL SUV                              | 19e                                               | -                                                 | Zhou Yong                                         |
| 2013  | Auto                                              | Great Wall HAVAL SUV                              | 19e                                               | -                                                 | Zhou Yong                                         |
| 2014  | Auto                                              | HRX Ford                                          | Abd.                                              | -                                                 | Gert Huzink                                       |
| 2015  | Auto                                              | Toyota                                            | 6e                                                | -                                                 | Christian Lavieille                               |
| 2017  | Auto                                              | PH-Sport Peugeot 2008 DKR                         | Abd. (11éme étape)                                | -                                                 | Khalid Al-Qassimi                                 |
| 2018  | Auto                                              | Renault                                           | Abd. (7éme étape)                                 | -                                                 | Carlos Sousa                                      |